# Ol'55 (Asfalt voor mij alleen...)
Ol'55 (Asfalt voor mij alleen...) is een nummer van het Nederlandse cabaret- en zangduo Acda en De Munnik uit 1999. Het is afkomstig van hun livealbum Live in de Orangerie.

## Achtergrondinformatie
"Ol'55 (Asfalt voor mij alleen...)" is een Nederlandstalige bewerking van Ol' '55 van Tom Waits (1973). De single werd live opgenomen in de Orangerie Elswout in Overveen. In tegenstelling tot voorgangers Niet of nooit geweest en Het regent zonnestralen werd het nummer geen hit; het bereikte slechts de 13e positie in de Tipparade.
Op de B-kant staat een liveopname van "Mooi liedje" die tijdens hetzelfde optreden werd opgenomen.

## Tracklijst
- Cd-single

1. "Ol'55" (Recorded at "De Orangerie", Overveen (NL), on 18th August 1999) - 4:14
2. "Mooi liedje" (Recorded at "De Orangerie", Overveen (NL), on 18th August 1999) - 2:53